# James Buchli
James Frederick Buchli (New Rockford, 20 de junho de 1945) é um ex-astronauta norte-americano.
Formado em engenharia aeronáutica pela Academia Naval dos Estados Unidos, integrou-se ao Corpo de Fuzileiros Navais após a formatura, como oficial de infantaria e serviu na Guerra do Vietnã. Voltou aos Estados Unidos em 1969, e cursou a  Estação Aeronaval de Pensacola, na Flórida, graduando-se como aviador naval e servindo no Havaí, Tailândia e Japão. De volta novamente aos Estados Unidos, cursou a prestigiosa Escola de Pilotos de Teste Navais dos Estados Unidos e graduou-se como piloto de testes de jatos.

## NASA
Foi selecionado para o curso de astronautas da NASA em 1979 e suas primeiras funções foi como reserva da tripulação da STS-1 Columbia, a primeira missão do ônibus espacial e da STS-2, a missão seguinte.
Sua primeira ida ao espaço foi em 24 de janeiro de 1985 como especialista de missão da STS-51-C Discovery, em que a nave colocou em órbita uma carga classificada do Departamento de Defesa dos Estados Unidos, numa missão de três dias. A segunda missão foi em outubro do mesmo ano, na STS-61-A Challenger, missão do Spacelab e a primeira com oito tripulantes. Foi também o último voo da Challenger antes da tragédia que a destruiu.
Em março de 1989, a terceira missão foi na STS-29 Discovery, uma missão de cinco dias que colocou satélites em órbita terrestre. A quarta e última viagem espacial, já como vice-diretor do Departamento de Astronautas da NASA, foi em setembro de 1991, na STS-48 Discovery, outra missão de lançamento de satélite, o primeiro a fazer um levantamento completo da química e dos ventos da atmosfera superior da Terra.
Buchli tem um total 20 dias e 10 horas no espaço em suas quatro missões espaciais. Em 1992 ele se aposentou do Corpo de Fuzileiros e da NASA para trabalhar na iniciativa privada.